# Divinka
Divinka (bis zum 19. Jahrhundert slowakisch auch „Malá Divina“; ungarisch Kisdivény – bis 1907 Kisdivina) ist eine Gemeinde im Norden der Slowakei mit 1015 Einwohnern (Stand 31. Dezember 2024) im Okres Žilina, einem Kreis des Žilinský kraj.

## Geographie
Die Gemeinde befindet sich im Südostteil des Javorníky-Gebirges im Tal des Baches Divinský potok, der am unteren Ende der Gemeinde in den Stausee Hričov mündet. Das Ortszentrum liegt auf einer Höhe von 327 m n.m. und ist sechs Kilometer von Žilina entfernt.
Neben Divinka gehört auch der Ort Lalinok (ungarisch Lányos – bis 1907 Lalinek, erste Erwähnung 1393, eingemeindet nach 1907) zur Gemeinde.
Nachbargemeinden sind Divina im Norden, Žilina im Osten und Süden sowie Svederník im Westen.

## Geschichte

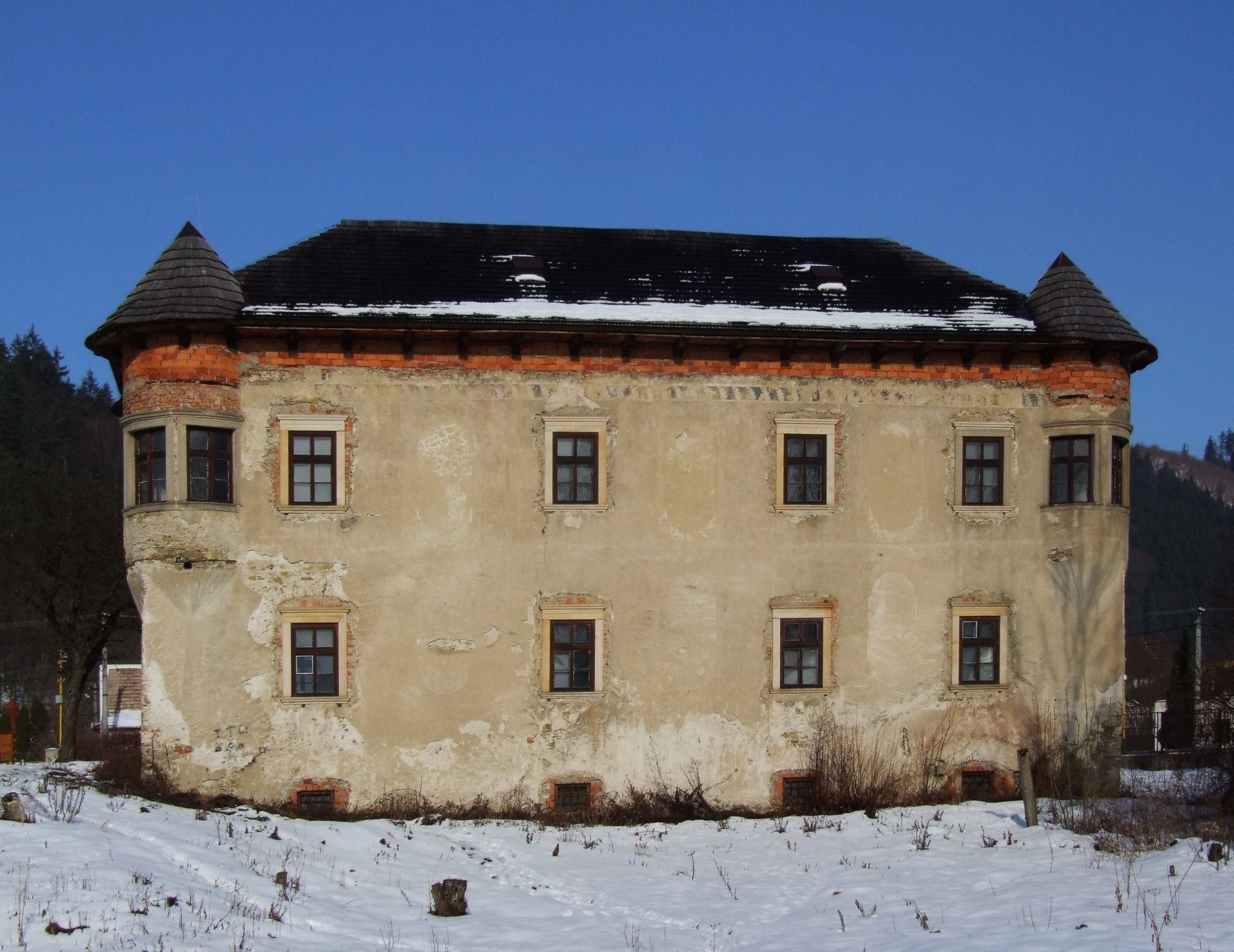
Landschloss in Divinka

Auf dem Hügel Veľký gab es in der Zeit v. u. Z. eine Siedlung der Lausitzer Kultur in der Bronzezeit sowie der eisenzeitlichen Puchauer Kultur. Des Weiteren stand dort im 9. Jahrhundert u. Z. eine slawische Siedlung.
Der Ort Divinka selbst wurde zum ersten Mal 1393 als Kys Dywyne schriftlich erwähnt. Er lag zuerst im Herrschaftsgebiet der Burg Lietava und später von Budatín sowie verschiedenen landadeligen Familien. 1598 hatte Divinka neun Häuser und 1784 18 Häuser, 22 Familien und 109 Einwohner. 1828 zählte man 14 Häuser und 188 Einwohner, die als Förster, Landwirte und Viehhalter beschäftigt waren.
Bis 1918 gehörte der im Komitat Trentschin liegende Ort zum Königreich Ungarn und kam danach zur Tschechoslowakei beziehungsweise heute Slowakei.
Historische Namen sind unter anderen Cleyne Dywyna (1424), Divinka (1438) und Mala Divinka (1773).

## Bevölkerung
| Jahr                | 1994 | 2004    | 2014     | 2024    |
| ------------------- | ---- | ------- | -------- | ------- |
| Anzahl der Personen | 793  | 851     | 1040     | 1015    |
| Unterschied         |      | +7,31 % | +22,20 % | −2,40 % |

| Jahr                | 2023 | 2024    |
| ------------------- | ---- | ------- |
| Anzahl der Personen | 1013 | 1015    |
| Unterschied         |      | +0,19 % |

Gemäß der Volkszählung 2011 wohnten in Divinka 975 Einwohner, davon 949 Slowaken, neun Polen, vier Tschechen sowie jeweils ein Bulgare und Deutscher. Ein Einwohner gab eine andere Ethnie an und 26 Einwohner machten keine Angabe zur Ethnie.
859 Einwohner bekannten sich zur römisch-katholischen Kirche, sieben Einwohner zur Evangelischen Kirche A. B., drei Einwohner zur griechisch-katholischen Kirche sowie jeweils ein Einwohner zu den Mormonen, zur evangelisch-methodistischen Kirche und zur orthodoxen Kirche; neun Einwohner bekannten sich zu einer anderen Konfession. 70 Einwohner waren konfessionslos und bei 40 Einwohnern ist die Konfession nicht ermittelt.

## Bauwerke und Denkmäler
- Landschloss des Geschlechts Szunyogh im Renaissance-Stil aus dem 16. und 17. Jahrhundert, seit 2001 ohne Nutzung
- Kapelle im Barockstil aus dem 18. Jahrhundert